# クリスティーン (2016年の映画)
クリスティーン(Christine)は、2016年に公開されたアメリカとイギリスの合作映画。1974年7月15日の朝のニュース番組の生放送中に突如拳銃自殺を遂げたニュース・リポーターのクリスティーン・チャバック(Christine Chubbuck)を描いた伝記映画である。クリスティーン・チャバックを演じたのはレベッカ・ホール(Rebecca Hall)、監督はアントニオ・カンポス(Antônio Campos)。レベッカ・ホール扮するチャバックは鬱病を患っており、彼女が仕事と私事の両方で失望と孤独感に苛まれる様子を描いている。
この映画は、2016年のサンダンス映画祭で初公開された。同年10月14日にアメリカ合衆国で、2017年にイギリスで公開された。多くの批評家が、この映画と主演のレベッカ・ホールの演技を称賛した。

## ストーリー
クリスティーンは上司のマイケルとしばしば対立していた。マイケルは彼女に対し、世の人々の興味をそそるような記事よりも犯罪記事に注力することを望んでおり、それが番組の視聴率を上げると考えていた。
クリスティーンは、同僚の1人であるジョージ・ピーター・ライアンに想いを寄せていた。胃痛を経験したクリスティーンは、医師から「卵巣を摘出する必要がある」と宣告された。卵巣を摘出した場合、妊娠・出産ができなくなる可能性がある。
職場にて、テレビ局の所有主であるボブ・アンダーソンが、ボルティモアに異動する際にクリスティーンが所属する班にいる一部の人間を昇進させる予定があることを知る。昇進を切望していたクリスティーンは警察無線を購入し、より現実味を帯びた話を聞き始めた。だがマイケルは、局が昇進させようと考えているのは彼女ではない、と言い続けていた。クリスティーンは記録と娯楽を組み合わせた番組を作ろうと提案するも拒否された。さらにマイケルは、クリスティーンの担当する番組が差し替えられる旨を通知した。クリスティーンはマイケルに向かって絶叫し、それに対してマイケルは彼女に「今すぐ帰れ！」と怒鳴り、彼女は放送室から去った。週末ののち、職場に戻った彼女は、ジョージに対して「レストランで話がしたい」と頼んだ。そのレストランで、2人はお互いの秘密を打ち明けた。夕食のあと、ジョージはクリスティーンを助けたいと言い、彼女を自助団体のもとへ連れて行った。この団体は「Yes, but」と呼ばれる競技を行っていた。1人が問題について説明し、他の人間がそれの解決策を提示する。この競技の過程で、クリスティーンは、自分は処女であるけれど、夫となる男性との子供が欲しい、と打ち明けた。
ジョージはクリスティーンを家まで送り、自分はボルティモアの取材班に昇進しそうであることを伝えた。クリスティーンはボブ・アンダーソンの家へ向かい、乗っていた車のタイヤがパンクした、と偽った。2人はボルティモアへの異動と昇進について話し合ったが、アンダーソンは、スポーツ部門の総合司会者であるアンドレア・カービーに対してジョージを一緒に異動させるよう依頼したことを明らかにし、それを聞いたクリスティーンは意気消沈した。
職場にて、マイケルはクリスティーンに対し、別の番組を担当する許可を与えた。彼女は三面記事を読み上げた。原稿を読み上げている最中に犯行現場の映像が映るはずであったがフィルムが詰まり、その映像が流れなかった。クリスティーンは間を持たせるために引き延ばすよう頼まれるが、彼女は銃を取り出して自らの頭を撃ち抜いた。彼女は椅子から転げ落ち、同僚たちはそれが悪ふざけではないことに気付いた。彼女は病院に緊急搬送され、最終的に絶命した。
クリスティーンの母と同僚たちは精神的に打ちのめされた。同僚の1人であるジーン・リードは、クリスティーンへの追悼映像として彼女のニュース映像の切り抜きを集めた。帰宅したジーンは台所へ向かい、冷蔵庫からアイスクリームを取り出した。アイスクリームをボウルに盛り、テレビのチャンネルを変え、『メアリー・タイラー・ムーア・ショー』のテーマ曲を歌うのであった。

## 出演
| 役名                         | 俳優                       |
| ---------------------------- | -------------------------- |
| クリスティーン・チャバック   | レベッカ・ホール           |
| ジョージ・ピーター・ライアン | マイケル・C・ホール        |
| マイケル・ネルソン           | トレイスィー・レッツ       |
| ジーン・リード               | マリア・デズィア           |
| ペッグ・チャバック           | ジェイ・スミス・キャメロン |
| ボブ・アンダーソン           | ジョン・カラム             |
| スティーヴ・ターナー         | ティモスィー・サイモンズ   |
| アンドレア・カービー         | キム・ショウ               |
| パーソンズ医師               | モーガン・スペクター       |

## 脚本
本作の脚本を担当したクレッグ・シャイロヴィック(Craig Shilowich)は、クリスティーン・チャバックについてまとめた記事をインターネットで発見したことで、映画の着想を得た。シャイロヴィックは、チャバックを自殺へと駆り立てたものに「即座に魅了され」た。9.11テロがきっかけで自身も鬱病を患っていたシャイロヴィックは、ニューヨーク大学に在学中、自分自身との闘争にずっと耐え忍んでいた。やがて彼は大学を中退した。カナダの報道機関に対し、「私は誰にも関わらないようにした。窓の外を覗きながら、自分の部屋の中で来る日も来る日も歩きながら過ごした」と語った。7年間患っていた鬱病は、それを発症したときと同じく、自然に消失したという。チャバックの鬱病との闘いに自分自身の経験を重ね合わせた彼は、「自分が彼女の物語の全貌を知ろうとしている」ことに気が付いた。チャバックが働いていた放送局のニュース編集室にいた元同僚と面談し、ニュース記事を読んだ彼は、実際に起こった出来事を組み立てていき、残りは自身の想像で描いた。

## 制作
2015年5月、レベッカ・ホール、マイケル・C・ホール、トレイスィー・レッツ、マリア・デズィア、ジェイ・スミス・キャメロンが、この映画に出演することが発表された。アントニオ・カンポスは、シャイロヴィックによる脚本と制作で監督を務めることに署名し、メロディ・C・ロッシャー(Melody C. Roscher)は、『ボーダーライン・フィルムス』(Borderline Films)のジョッシュ・モンド(Josh Mond)とショーン・ダーキン(Sean Durkin)を製作総指揮としてあてがった。

## 公開
2015年12月、『Indiewire.com』にて、レベッカ・ホールの最初の映像が公開された。2016年1月、『ハリウッド・リポーター』(The Hollywood Reporter)は、この映画の静止画をさらに沢山公開した。映画は2016年のサンダンス映画祭にて、初のお披露目となり、その後まもなく、『オーチャード』(The Orchard)がこの映画の配給権を買い取った。2016年9月8日のトロント国際映画祭と、2016年10月6日のロンドン映画祭でも上映された。2016年10月14日にアメリカ合衆国で公開され、2017年1月27日にイギリスで公開された。2017年2月27日にはイギリス向けのBlu-ray Discが発売された。アメリカ向けのBlu-ray Discは発売されてはいないが、DVDが2月14日に発売された。

## 反応

### 批評家の反応
この映画に対する批評家の反応は肯定的なものが多く、レベッカ・ホールの演技を称賛している。
映画評論サイト『Rotten Tomatoes』では、123件ある批評のうち、好意的な意見が88%で、平均点は10点中「7.31」であった。批評家による総意は、「レベッカ・ホールによる観る者の心を掴む演技力を活かす形で、この映画で描かれているテレビ局員としての姿と精神的に悲痛な私生活に対して感情移入ができる」と評している。『Metacritic』では、この映画の点数を100点満点中「72点」としており、32の批評に基づき、「良い映画だ」と評された。
『Guy Lodge of Variety』も、この映画に肯定的な批評を寄せている。「理論上は厳かな死の行進となりそうであるどころか、この映画はチャバックの精神的崩壊の特異性と、1970年代のニュース編集室で女性が耐えてきた侮蔑的待遇の両方に敏感であり、心沸き立ち、悲しみに溢れ、時にはひどく笑える人間研究だ。超一流の共演者たちが醸成する映画全体の幽趣佳境が活力を与え、レベッカ・ホールの役柄は、これまで彼女が与えられてきたものの中でも観る者を思わず当惑させるほどに衝撃的だ。この映画は、アントニオ・カンポスがこれまで発表してきた作品の中でも最も広く知れ渡るはずだ」。
『ハリウッド・リポーター』のデイヴィッド・ルーニー(David Rooney)は以下のように書いている。「ここに提示された証言によれば、チャバックはカメラに向かって、気難しく、ぞっとするほど真剣に読み上げている。たとえ彼女の専心がそうでなかったとしても、仕事への専門的適性については胡乱である。だが、レベッカ・ホールの演技力のおかげで、自分が望みを絶たれたという悲痛な結論に至ってしまったこの女性の生き生きとした描写から目を逸らすことは誰にもできない」。

### 受賞
| 受賞と指名候補の一覧             | 受賞と指名候補の一覧 | 受賞と指名候補の一覧                             | 受賞と指名候補の一覧                                | 受賞と指名候補の一覧 | 受賞と指名候補の一覧 |
| 賞                               | 授賞式の日付         | 分類                                             | 受賞者                                              | 結果                 | 参考                 |
| -------------------------------- | -------------------- | ------------------------------------------------ | --------------------------------------------------- | -------------------- | -------------------- |
| シカゴ映画批評家協会             | 2016年12月15日       | 最優秀女優賞                                     | レベッカ・ホール                                    | ノミネート           | [ 21 ]               |
| シカゴ国際映画祭                 | 2016年10月27日       | 最優秀女優賞スィルバーヒューゴー賞               | レベッカ・ホール                                    | 受賞                 | [ 22 ]               |
| ドーヴィルアメリカ映画祭         | 2016年9月11日        | 特別大賞                                         | アントニオ・カンポス                                | ノミネート           |                      |
| デトロイト映画批評家協会         | 2016年12月19日       | デトロイト映画批評家協会主演女優賞               | レベッカ・ホール                                    | ノミネート           | [ 23 ]               |
| ドリアン賞                       | 2017年1月26日        | 歌わない映画                                     | クリスティーン                                      | 受賞                 | [ 24 ]               |
| ヒューストン映画批評家協会       | 2017年1月6日         | 最優秀女優賞                                     | レベッカ・ホール                                    | ノミネート           | [ 25 ] [ 26 ]        |
| インディペンデント・スピリット賞 | 2017年2月25日        | インディペンデント・スピリット賞最優秀処女脚本賞 | クレッグ・シャイロヴィック                          | ノミネート           | [ 27 ]               |
| インディペンデント・スピリット賞 | 2017年2月25日        | ピアジェ製作者賞                                 | メロディ・C・ロッシャー, クレッグ・シャイロヴィック | ノミネート           | [ 27 ]               |
| インディワイヤー批評家投票       | 2016年12月19日       | 最優秀女優賞                                     | レベッカ・ホール                                    | 第7位                | [ 28 ]               |
| ロンドン映画批評家協会           | 2017年1月22日        | ロンドン映画批評家協会年間イギリス女優賞         | レベッカ・ホール                                    | ノミネート           | [ 29 ]               |
| ロサンゼルス映画批評家協会       | 2016年12月4日        | ロサンゼルス映画批評家協会賞 主演女優賞          | レベッカ・ホール                                    | Runner-up            | [ 30 ]               |
| サンダンス映画祭                 | 2016年1月31日        | 審査員大賞・ドラマ部門                           | アントニオ・カンポス                                | ノミネート           | [ 31 ] [ 32 ]        |
| トロント映画批評家協会           | 2016年12月11日       | トロント映画批評家協会主演女優賞                 | レベッカ・ホール                                    | Runner-up            | [ 33 ]               |
| 女性映画批評家協会               | 2016年12月19日       | 女性を描いた最優秀映画                           | クリスティーン                                      | ノミネート           | [ 34 ]               |
| 女性映画批評家協会               | 2016年12月19日       | 最優秀女優賞                                     | レベッカ・ホール                                    | ノミネート           | [ 34 ]               |
| 女性映画批評家協会               | 2016年12月19日       | 勇敢なる演技                                     | レベッカ・ホール                                    | 受賞                 | [ 34 ]               |
| 女性映画批評家協会               | 2016年12月19日       | カレン・モーリー賞                               | クリスティーン                                      | ノミネート           | [ 34 ]               |
| 女性映画批評家協会               | 2016年12月19日       | 不可視女性賞                                     | レベッカ・ホール                                    | ノミネート           | [ 34 ]               |

## 参考
1. ↑  “Christine (15)”. British Board of Film Classification (2016年11月28日). 2016年11月28日閲覧。
2. ↑  “Christine”. Box Office Mojo. 2017年1月11日閲覧。
3. 1 2  Chang, Justin (2015年12月2日). “Sundance Film Festival Unveils 2016 Competition, Next Films”. Variety. 2016年1月20日閲覧。
4. 1 2 3  Friend, David Friend (2016年11月9日). “Rebecca Hall on bringing humanity to TV reporter's on-air suicide in 'Christine'”.   Sudbury.com/The Canadian Press. 2016年11月17日時点のオリジナルよりアーカイブ。2016年11月16日閲覧。
5. ↑  Sneider, Jeff (2015年5月7日). “Rebecca Hall, Michael C. Hall to Star in Antonio Campos' Suicidal Reporter Drama 'Christine' (Exclusive)”. TheWrap. 2016年4月6日閲覧。
6. ↑  Brennan, Matt (2015年12月17日). “First Look: Rebecca Hall Comes to a TV Near You in '70s-Set Sundance Premiere 'Christine'”. IndieWire. 2016年4月6日閲覧。
7. ↑  Lee, Ashley (2016年1月12日). “First Look: Michael C. Hall, Tracy Letts Challenge Rebecca Hall in 'Christine' (Exclusive)”. The Hollywood Reporter. 2016年1月20日閲覧。
8. ↑  Setoodah, Ramin (2016年2月4日). “The Orchard Acquires Sundance Drama 'Christine' Starring Rebecca Hall”. Variety. 2016年4月6日閲覧。
9. ↑  “Christine”. Toronto International Film Festival. 2016年9月25日閲覧。
10. ↑  “The 60th BFI London Film Festival in partnership with American Express® announces full 2016 programme”. BFI London Film Festival (2016年9月21日). 2016年9月25日閲覧。
11. ↑  “Christine”. BFI London Film Festival. 2016年9月25日閲覧。
12. ↑  Nordine, Michael (2016年9月15日). “'Christine' Trailer: Rebecca Hall Is a Woman on the Verge of a Nervous Breakdown in Antonio Campos' Disturbing Drama”. Indiewire.com. 2016年9月25日閲覧。
13. ↑  The Orchard (2016年3月15日). “The Orchard Announces 2016 Theatrical Release Slate”. The Orchard. 2016年4月6日閲覧。
14. ↑  “Christine”. Curzon Artificial Eye. 2016年11月25日閲覧。
15. ↑  Buckley, Cara (2016年2月16日). “A Possible Preview of Next Year's Oscar Race”. The New York Times. 2016年9月25日閲覧。
16. ↑  M. Smith, Nigel (2016年1月24日). “Christine review: Rebecca Hall astonishes in real-life horror story”. The Guardian. 2016年9月25日閲覧。
17. ↑  “Christine (2016)”. Rotten Tomatoes. 2020年3月10日閲覧。
18. ↑  “Christine reviews”. Metacritic.  CBS Interactive. 2016年9月22日閲覧。
19. ↑  Lodge, Guy (2016年1月24日). “Sundance Film Review: 'Christine'”. Variety. 2016年9月25日閲覧。
20. ↑  Rooney, David (2016年1月24日). “'Christine': Sundance Review”. The Hollywood Reporter. 2016年9月25日閲覧。
21. ↑  “The 2016 Chicago Film Critics Association Award Nominees”.  Chicago Film Critics Association (2016年12月11日). 2016年12月20日時点のオリジナルよりアーカイブ。2016年12月12日閲覧。
22. ↑  Phillips, Michael (2016年10月22日). “Rule, Romania: 'Sieranevada,' 'Graduation' win big at Chicago Film Fest”. Chicago Tribune. 2016年10月29日閲覧。
23. ↑  Graham, Adam (2016年12月14日). “Local critics: 'Moonlight', 'Manchester' best of 2016”. The Detroit News 2016年12月15日閲覧。
24. ↑  Kilday, Gregg (2017年1月12日). “'Moonlight' Leads Gay and Lesbian Entertainment Critics' Dorian Award Nominations”. The Hollywood Reporter. 2017年1月16日閲覧。
25. ↑  “Houston Film Critics Nominations for 2016 Films”.   MovieAwardsPlus.com (2016年12月13日). 2016年12月20日時点のオリジナルよりアーカイブ。2016年12月15日閲覧。
26. ↑  “Houston Film Critics Society Nominations – 'The Nice Guys' and Rebecca Hall Get a Deserved Boost”.   AwardsCircuit.com (2016年12月13日). 2016年12月15日閲覧。
27. ↑  Warren, Matt (2016年11月22日). “2017 Film Independent Spirit Awards Nominations Announced!”.  Independent Spirit Awards. 2016年11月22日閲覧。
28. ↑  Greene, Steve (2016年12月19日). “2016 IndieWire Critics Poll: Full List of Results”. IndieWire 2016年12月27日閲覧。
29. ↑  “'Moonlight' and 'Love and Friendship' Lead London Film Critics' Circle Nominations”. Variety. (December 20, 2016) 2016年12月20日閲覧。.
30. ↑  “42nd Annual Los Angeles Film Critics Association Awards 2016 Winners”.  Los Angeles Film Critics Association (2016年12月4日). 2016年12月21日時点のオリジナルよりアーカイブ。2016年12月5日閲覧。
31. ↑  “Sundance: The Birth of a Nation Sweeps Top Prizes”. Variety. 2016年2月1日閲覧。
32. ↑  “Awards and Winners”. Sundance. 2017年10月27日時点のオリジナルよりアーカイブ。2016年2月1日閲覧。
33. ↑  Vlessing, Etan (2016年12月12日). “'Moonlight' Named Best Film by Toronto Film Critics”. The Hollywood Reporter. 2016年12月12日閲覧。
34. ↑  “Women Film Critics Circle Nominations: "Hidden Figures," "13th," & More”.  Women And Hollywood (2016年12月19日). 2016年12月15日閲覧。